# Каптелинина, Наталья Олеговна
Наталья Олеговна Каптелинина (родилась 15 июня 1984, Красноярск, РСФСР, СССР) — российский государственный и политический деятель, депутат Государственной Думы VIII созыва от «Единой России» с 2024 года.

## Биография
Наталья Каптелинина родилась 15 июня 1984 года в Красноярске. В 2006 году окончила Красноярский государственный университет цветных металлов и золота по специальности «Государственное и муниципальное управление». Работала в департаменте финансов администрации Красноярска (2006), в ООО «Стэп» (2006—2007), в ООО «СБС» (с 2015 года). В 2018 году стала депутатом Красноярского городского совета и членом Палаты Молодых законодателей при Совете Федерации, в 2023 году была переизбрана в городской совет. Из-за аварии Каптелинина передвигается в инвалидной коляске. Она создала проект «Шаг за шагом к мечте», цель которого — адаптация спортивных залов Красноярска для нужд инвалидов.
В 2021 году Каптелинина участвовала в выборах в Государственную думу, занимая третью позицию в одном из региональных списков «Единой России». В июне 2024 года получила мандат депутата Госдумы, освободившийся после смерти Артура Чилингарова (до этого появлялись сообщения, что мандат перейдёт к Елене Пензиной, депутату Законодательного собрания Красноярского края).